# 梅ヶ瀬渓谷

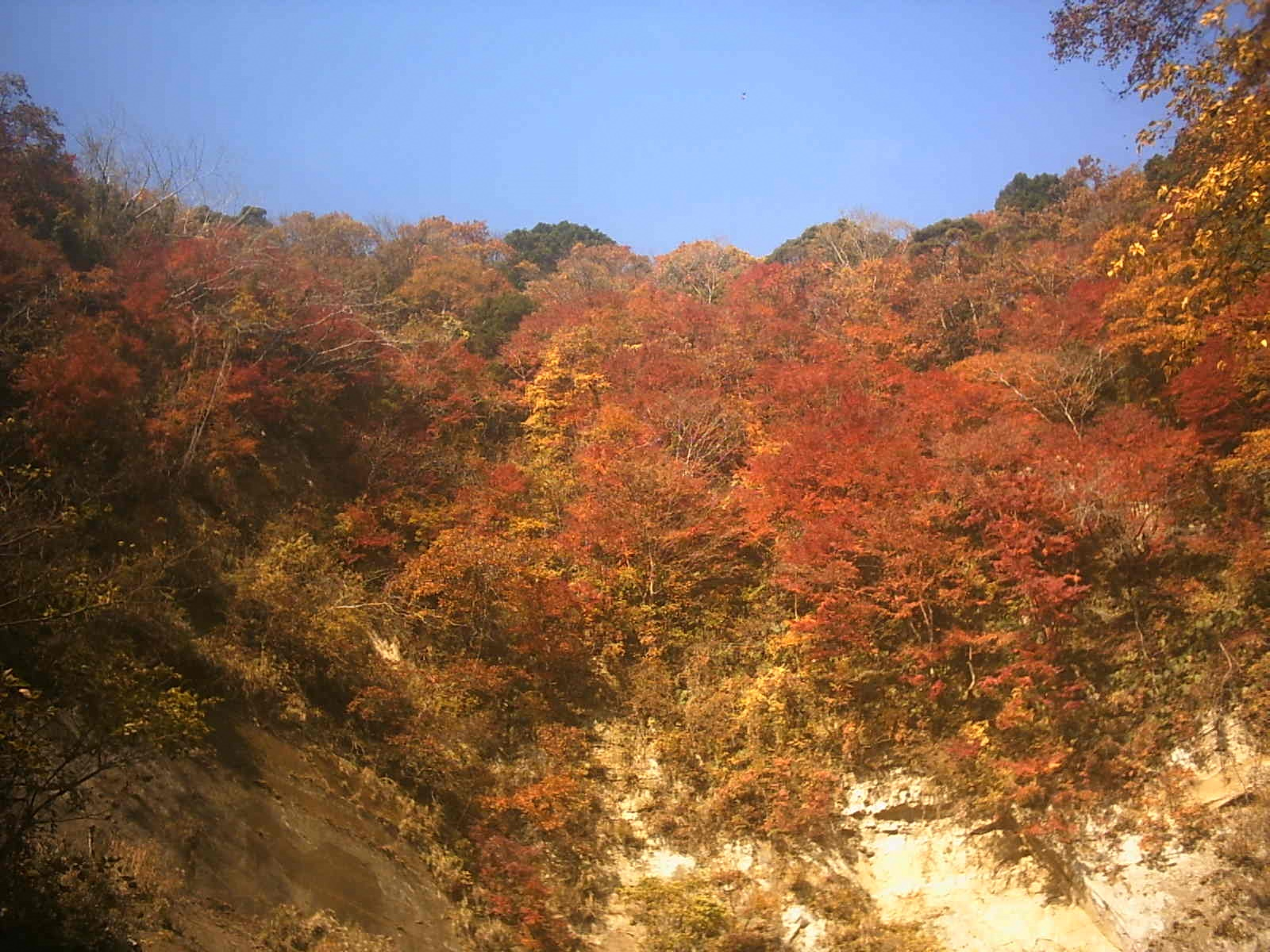
梅ヶ瀬渓谷

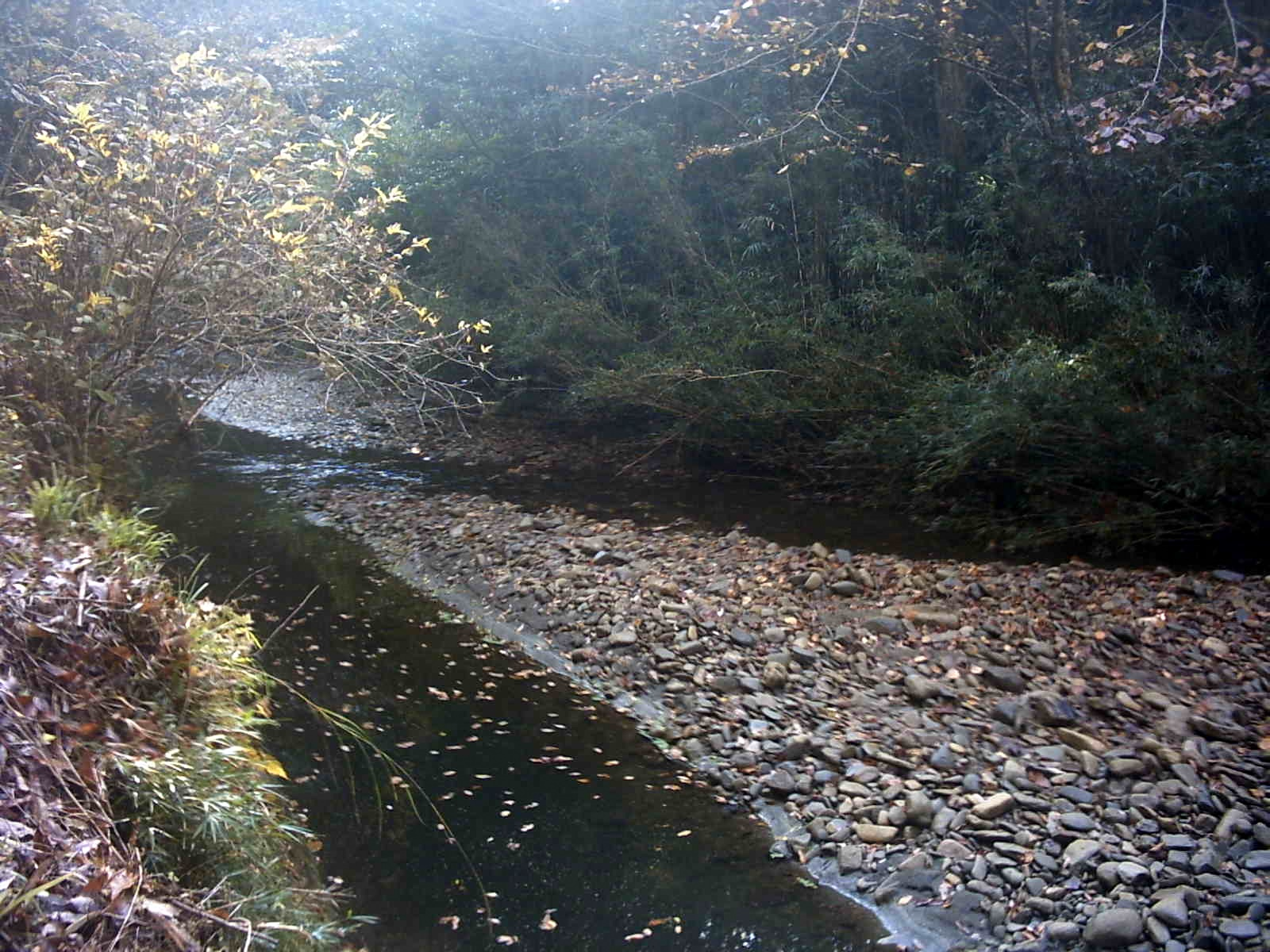
梅ヶ瀬川

梅ヶ瀬渓谷（うめがせけいこく）は、千葉県市原市にある養老川支流梅ヶ瀬川の侵食により形成された渓谷。

## 地理
千葉県市原市のほぼ南端に存在する。渓谷を流れる梅ヶ瀬川は市原市の最高峰標高292メートルの大福山の南方約500メートル付近にその源を発し、小湊鉄道養老渓谷駅の南西約300メートル付近の市原市朝生原と同市折津の境界付近で養老川本流に流入する。4 - 5メートルの川の両岸には、長いところでは80メートルにわたって高さ30 - 50メートルの梅ヶ瀬層と呼ばれる垂直に切り立った、侵食崖を形成している。
本渓谷の一帯は、すぐ東側に隣接する養老渓谷とともに千葉県有数の紅葉の名所として観光地となっている。また、渓谷の最深部には奈良の月ヶ瀬に習って「梅ヶ瀬」と命名し、この地に理想郷を建設しようとするも夢かなわずこの世を去った明治の教育者日高誠實邸宅跡があり、当時に植栽されたカエデの大木がその名残を偲ばせている。

## 見どころ
女ヶ倉（めがくら）から日高誠實邸宅跡まで川沿いにハイキングコースになっており、川の中の飛び石伝いに散策することができる。また、大福山麓から日高誠實邸宅跡にかけてももみじ谷の尾根伝いにジグザグにハイキングコースになっているが、こちらは前述ルートより傾斜が急である。
- 日高誠實邸宅跡（別名、旧日高邸・日高邸跡・梅ヶ瀬書堂跡）
- もみじ谷
- 大福山展望台
- 白鳥神社（日本武尊を祀っている）
- 梅ヶ瀬茶屋
- 柴田美術館（土・日のみ開館）

## 交通アクセス
鉄道
- 小湊鉄道養老渓谷駅下車、徒歩約90分。
  - 紅葉期間の土・日・祝日は、梅ヶ瀬渓谷入口行のシャトルバスが運行される。

自動車
- 首都圏中央連絡自動車道木更津東インターチェンジ下車、国道410号を久留里方面へ南下。久留里交差点を左折し千葉県道32号大多喜君津線を通り、市原市石神付近で右折し千葉県道81号市原天津小湊線を養老渓谷方面へ。
- 館山自動車道市原インターチェンジ下車、国道297号を光風台方面へ南下。米沢交差点を右折し、千葉県道81号市原天津小湊線（清澄養老ライン）を養老渓谷方面へ。